# Шајло (Јужна Каролина)
Шајло (енгл. Shiloh) насељено је место без административног статуса у америчкој савезној држави Јужна Каролина.

## Демографија
По попису из 2010. године број становника је 214, што је 45 (-17,4%) становника мање него 2000. године.
| Група             | 2000.       | 2010.       |
| Белци             | 99 (38,2%)  | 88 (41,1%)  |
| Афроамериканци    | 151 (58,3%) | 118 (55,1%) |
| Азијати           | 0 (0,0%)    | 0 (0,0%)    |
| Хиспаноамериканци | 9 (3,5%)    | 11 (5,1%)   |
| Укупно            | 259         | 214         |